# August Witzschel
August Witzschel (* 22. Dezember 1813 in Oschatz; † 9. Dezember 1876 in Eisenach) war ein deutscher Gymnasiallehrer und klassischer Philologe.

## Leben
Er besuchte die Fürstenschule zu Grimma und die Thomasschule zu Leipzig. Ab 1833 studierte er bei Gottfried Hermann klassische Philologie an der Universität Leipzig. 1837 wurde er promoviert. Ab Ostern 1838 lehrte er am Karl-Friedrich-Gymnasium zu Eisenach.

## Schriften (Auswahl)
- Die tragische Bühne in Athen. Jena 1847 (Digitalisat)
- Sagen aus Thüringen. Jena 1866
- Luthers Aufenthalt auf der Wartburg. Wien 1876
- Sagen, Sitten und Gebräuche aus Thüringen. Wien 1878